# Nepotisme ètnic
El nepotisme ètnic descriu una tendència humana de biaix de grup o en favoritisme en grup aplicat al nivell ètnic i expressat amb nepotisme per a les persones amb gens similars. El nepotisme ètnic és un concepte en la sociobiologia per explicar per què la gent prefereix la gent de la (aparent) mateixa ètnia. Influenciada per la teoria de W. D. Hamilton de selecció de parentiu, el nepotisme ètnic descriu una tendència humana per biaix, discriminació o favoritisme aplicat a un estrat ètnic.